# Desmodium ancistrocarpum
Desmodium ancistrocarpum är en ärtväxtart som beskrevs av Dc. Desmodium ancistrocarpum ingår i släktet Desmodium och familjen ärtväxter. Inga underarter finns listade i Catalogue of Life.